# Portola (California)
Portola (en español: Portolá) es una ciudad ubicada en el condado de Plumas, en el estado estadounidense de California. Según el censo del año 2000 tenía una población de 2.227 habitantes y una densidad poblacional de 384 personas por km².

## Geografía
Portola se encuentra ubicada en las coordenadas 39°48′36.55″N 120°28′11.44″O / 39.8101528, -120.4698444. Según la Oficina del Censo, la ciudad tiene un área total de 5.8 km² (2.2 sq mi), de la cual toda es tierra.

## Demografía
Según el censo del año 2000, los ingresos medios por hogar en la localidad eran de $28.103 y los ingresos medios por familia eran $35.156. Los hombres tenían unos ingresos medios de $32.159 frente a los $21.157 para las mujeres. La renta per cápita para la localidad era de $14.734. Alrededor del 14.5% de las familias y del 20.3% de la población estaban por debajo del umbral de pobreza.